# Volodymyr Vladko
Volodymyr Mykolajovyč Vladko (ukrajinsky Володимир Миколaйович Владкo) (8. ledna 1901, Petrohrad – 21. dubna 1974, Kyjev) byl ukrajinský sovětský spisovatel, autor vědeckofantastických knih pro mládež, jeden ze zakladatelů sovětské vědeckofantastické literatury.
Po studiích na Leningradské univerzitě pracoval jako novinář. Do literatury vstoupil jako autor schematických a agitačních budovatelských povídek, črt a reportáží, poté se však soustředil na psaní vědecko-populárních a vědeckofantastických děl pro mládež, které mu přinesly úspěch.

## Dílo

### Publicistika
- Донбас–золота країна (1930, Donbas–zlatá země), reportáže z doněcké uhelné pánve.
- Балахна–країна паперова (1930, Balachna–země papíru).
- Наш радянський час (1931, Naše sovětská doba).
- Чорна кров землі–нафта (1931, Černá krev země-nafta).

### Romány
- Ідуть роботарі (1931, Kráčející roboti), vědeckofantastický román, přepracováno 1967 pod názvem Залізний бунт (Železná vzpoura).
- Аргонавти Всесвіту (1938, Argonauti vesmíru), přepracováno 1956, vědeckofantastický román o letu na Venuši, kde je nalezena forma života v podobě gigantického hmyzu.
- Нащадки скіфів (1939, Potomci Skytů), přepracováno 1958, vědeckofantastický román, ve kterém skupina archeologů objeví ztracený kmen Skytů žijících ve velké podzemní jeskyni, která nemá kontakt s okolním světem
- Сивий капітан (1941, Šedý kapitán), přepracováno 1959, antifašistický román popisující boj komunistů proti útlaku ve vymyšlené zemi Iberii.

### Novely
- Позичений час (1934, Vypůjčený čas), vědeckofantastická novela, přepracováno 1963.
- Чудесний генератор (1935, Kouzelný generátor), vědeckofantastická novela.
- Аероторпеди повертають назад (1937 Aeorotorpédy se obracejí zpět), vědeckofantastická novela o nové zbrani ohrožující Sovětský svaz.
- Фіолетова загибель (1965, Fialová záhuba), vědeckofantastický román.

### Povídky
- Дванадцять оповідань (1936, Dvanáct povídek), sbírka povídek.
- Давній ворог (1941, Dávný nepřítel), sbírka povídek.
- Чарівні оповідання (1962, Kouzelné povídky), sbírka povídek.

## Česká vydání
- Potomci Skytů, SNDK, Praha 1963, přeložila Hana Pražáková, znovu Albatros, Praha 1986